# بازی‌های پاراآسیایی جوانان ۲۰۰۹
بازی‌های پاراآسیایی جوانان ۲۰۰۹ نخستین دوره از بازی‌های پارآسیایی جوانان بود که در توکیو، ژاپن برگزار شد.

## بازی‌ها

### رشته‌های ورزشی
- دو و میدانی
- بوچیا
- گلبال
- شنا
- تنیس روی میز
- تنیس با ویلچر (غیر رسمی)